# Королівство Сербія (1718—1739)
Королівство Сербія (серб. Краљевина Србија, нім. Königreich Serbien, лат. Regnum Serviae) — коронний край у складі Австрійської монархії Габсбургів на території Белградського пашалику, завойованого 1717 року в Османської імперії. Королівство ліквідоване 1739 року, його землі повернені Османській імперії.

## Історія
У 1688—1689 роках, під час Великої Турецької війни, війська Габсбургів тимчасово окупували більшу частину території сучасної Сербії, однак згодом були змушені відступити. Карловицький мир 1699 року залишав ці терени під контролем Османської імперії, однак регіони Бачка та західна частина Срему перейшли до Габсбурзьких володінь.
У 1716—1718 роках відбулася чергова австро-турецька війна, під час якої сербські збройні загони масово переходили на бік австрійських сил. Після укладення Пожаревацького миру 1718 року Габсбурги вирішили інтегрувати Сербію у свої володіння. Її території отримали офіційну назву Королівство Сербія. Владу в королівстві очолював призначуваний губернатор. За правління Габсбургів серби користувалися правом самоуправління та мали власне автономне ополчення. Королівство було економічно інтегроване з рештою габсбурзьких володінь. Частина сучасних сербських земель, завойована Габсбургами в 1716—1718 роках, була включена до іншої адміністративної одиниці — Тімішоарського Банату.
Регуляція 1720 року передбачала, що в Белграді, столиці королівства, мали проживати переважно німці-католики, тоді як серби мали мешкати за межами міста. Населення міста в 1720-х роках не перевищувало 20 тисяч.
Після наступної австро-турецької війни 1737—1739 років та підписання Бухарестського миру Габсбурги втратили території на південь від Сави та Дунаю, тобто усе Королівство Сербія, а також місто Оршова на північ від Дунаю. При цьому вони залишили за собою Тімішоарський Банат. Території Королівства Сербія повернулися у володіння Османської імперії. Це спричинило велике переселення сербів з османських володінь у володіння Австрії та Росії.

## Управління
Королівство Сербія управлялося спільно гофкрігсратом (військовою радою) та Судовою палатою, що підпорядковувалися військово-цивільній адміністрації.
Губернатори Королівства Сербія:
- Йоганн-Йозеф-Антон О'Двієр (1718—1720);
- Карл Александр Вюртемберзький (1720—1733);
- Карл Хрістоф фон Шметтау (1733—1738);
- Георг Олівер фон Валліс (1738—1739).

## Сербська міліція
Після Пожаревацького миру 1718 року та створення Королівства Сербія австрійська влада створила загони Сербської міліції (ополчення), до складу командування якого входили два оберкапітани, десять капітанів, два лейтенанти та один майор. Оберкапітанами командування Сербської міліції були Вук Ісакович та Станіша Маркович "Млатушима". Під час австро-турецької війни 1737—1739 років міліція була поділена на 4 групи, в складі яких були 18 рот.